# Wahlkreis Leipzig 1
Der Wahlkreis Leipzig 1 ist der Wahlkreis Nr. 25 bei den Wahlen zum Sächsischen Landtag. Er ist einer von acht Leipziger Wahlkreisen und umfasst seit 2023 die Ortsteile Zentrum, Zentrum-Ost, Zentrum-Südost, Zentrum-Süd, Zentrum-West, Neustadt-Neuschönefeld und Reudnitz-Thonberg.

## Wahl 2024
Für die Landtagswahl in Sachsen 2024 wurden die Leipziger Wahlkreise neu zugeschnitten. Der neue Wahlkreis Leipzig 1 setzt sich nun aus Teilen der bisherigen Wahlkreise Leipzig 5 und Leipzig 7 zusammen, während der bisherige Wahlkreis Leipzig 1 auf die neuen Wahlkreise Leipzig 2 und Leipzig 8 aufgeteilt wurde.
Zur Landtagswahl 2024 traten folgende Direktkandidaten und Parteien an:
| Direktkandidat    | Partei              | Erststimmen in % | Zweitstimmen in % |
| ----------------- | ------------------- | ---------------- | ----------------- |
| Cornelia Blattner | CDU                 | 18,4             | 21,4              |
| Jörg Kühne        | AfD                 | 10,8             | 10,1              |
| Nam Duy Nguyen    | Die Linke           | 39,8             | 20,2              |
| Christin Melcher  | GRÜNE               | 12,8             | 19,3              |
| Dirk Panter       | SPD                 | 07,9             | 13,6              |
| Nicolas Brendel   | FDP                 | 02,1             | 01,4              |
| Tobias Volte      | Freie Wähler        | 01,6             | 01,0              |
| –                 | Die Partei          | –                | 01,7              |
| –                 | Piraten             | –                | 00,4              |
| –                 | ÖDP                 | –                | 00,1              |
| –                 | BüSo                | –                | 00,0              |
| –                 | Tierschutz hier!    | –                | 00,8              |
| –                 | dieBasis            | –                | 00,2              |
| –                 | Bündnis C           | –                | 00,1              |
| –                 | Bündnis Deutschland | –                | 00,2              |
| Eric Recke        | BSW                 | 06,7             | 08,5              |
| –                 | Freie Sachsen       | –                | 00,4              |
| –                 | V-Partei3           | –                | 00,3              |
| –                 | WU                  | –                | 00,1              |

Neben dem direkt gewählten Nam Duy Nguyen (Die Linke) konnten Christin Melcher (Grüne) und Dirk Panter (SPD) über die jeweiligen Parteilisten in den Landtag einziehen. Jörg Kühne (AfD) gelang der Einzug hingegen nicht mehr.

## Wahl 2019
Bis zur Landtagswahl 2019 umfasste der Wahlkreis Leipzig 1 die Ortsteile Sellerhausen-Stünz, Paunsdorf, Heiterblick, Mölkau, Engelsdorf, Baalsdorf, Althen-Kleinpösna, Stötteritz, Holzhausen und Anger-Crottendorf und trug erneut die Nummer 27.
| Direktkandidat     | Partei               | Erststimmen in % | Zweitstimmen in % |
| ------------------ | -------------------- | ---------------- | ----------------- |
| Ronald Pohle       | CDU                  | 31,1             | 29,4              |
| Angela Fuchs       | Die Linke            | 13,3             | 12,4              |
| Arnold Arpaci      | SPD                  | 09,7             | 09,6              |
| Kerstin Penndorf   | AfD                  | 21,8             | 21,2              |
| Andre Fehse-Klinke | GRÜNE                | 14,9             | 13,2              |
| –                  | NPD                  | –                | 00,3              |
| Michael Gehrhardt  | FDP                  | 04,4             | 04,2              |
| Ralf Winkler       | Freie Wähler         | 04,7             | 02,7              |
| –                  | Tierschutz           | –                | 01,9              |
| –                  | Piraten              | –                | 00,4              |
| –                  | Die PARTEI           | –                | 02,4              |
| –                  | BüSo                 | –                | 00,1              |
| –                  | ADPM                 | –                | 00,2              |
| –                  | Blaue Partei         | –                | 00,3              |
| –                  | KPD                  | –                | 00,1              |
| –                  | ÖDP                  | –                | 00,4              |
| –                  | Die Humanisten       | –                | 00,3              |
| –                  | PDV                  | –                | 00,1              |
| –                  | Gesundheitsforschung | –                | 00,6              |

## Wahl 2014
Zur Sächsischen Landtagswahl am 31. August 2014 gab es Veränderungen bei den Wahlkreisen. Damals trug der Wahlkreis Leipzig 1 die Wahlkreisnummer 27.
| Amtliches Endergebnis der Landtagswahl am 31. August 2014 in Sachsen im Wahlkreis 027 Leipzig 1 (Ergebnisse in Prozent) |

| Direktkandidat         | Partei          | Erststimmen in % | Zweitstimmen in % |
| ---------------------- | --------------- | ---------------- | ----------------- |
| Ronald Pohle           | CDU             | 35,6             | 35,1              |
| Sophie-Luise Dieckmann | Die Linke       | 22,5             | 21,0              |
| Sebastian Walther      | SPD             | 17,5             | 15,5              |
| René Hobusch           | FDP             | 03,1             | 03,4              |
| Silvia Kunz            | GRÜNE           | 06,8             | 07,5              |
| Klaus Ufer             | NPD             | 03,8             | 04,2              |
|                        | Tierschutz      | 0,×              | 01,7              |
| Raik Lorenz            | Piraten         | 01,5             | 01,4              |
| Birgitta Gründler      | BüSo            | 00,4             | 00,2              |
|                        | DSU             | 0,×              | 00,1              |
| Holger Hentschel       | AfD             | 07,2             | 08,1              |
|                        | Pro Deutschland | 0,×              | 00,2              |
| Robert Baier           | Freie Sachsen   | 01,6             | 01,0              |
|                        | Die Partei      | 0,×              | 00,9              |

## Wahl 2009
Der Wahlkreis Leipzig 1 (Wahlkreis 25) war ein Landtagswahlkreis in Sachsen. Er war einer der sieben Leipziger Landtagswahlkreise und umfasste im Stadtbezirk Südost die Ortsteile Probstheida, Meusdorf, Liebertwolkwitz und Holzhausen sowie den gesamten Stadtbezirk Süd mit den Ortsteilen Südvorstadt, Connewitz, Marienbrunn, Lößnig und Dölitz-Dösen. Bei der Landtagswahl im Jahr 2009 waren 66.303 Einwohner wahlberechtigt.
| Amtliches Endergebnis der Landtagswahl am 30. August 2009 in Sachsen im Wahlkreis 025 Leipzig 1 (Ergebnisse in Prozent) |

| Direktkandidat   | Partei          | Erststimmen in % | Zweitstimmen in % |
| ---------------- | --------------- | ---------------- | ----------------- |
| Robert Clemen    | CDU             | 29,4             | 28,9              |
| Stefanie Götze   | Die Linke       | 25,9             | 21,6              |
| Gunter Müller    | SPD             | 16,2             | 14,8              |
| Helmut Herrmann  | NPD             | 2,8              | 2,9               |
| Sandra Biesel    | FDP             | 7,8              | 7,8               |
| Christoph Hempel | GRÜNE           | 16,2             | 16,3              |
| –                | Tierschutz      | –                | 2,3               |
| –                | PBC             | –                | 0,2               |
| Karsten Werner   | BüSo            | 1,3              | 0,4               |
| –                | DSU             | –                | 0,1               |
| –                | REP             | –                | 0,1               |
| –                | Freie Sachsen   | –                | 0,8               |
| Dieter Weser     | FP Deutschlands | 0,4              | 0,1               |
| –                | Humanwirtschaft | –                | 0,1               |
| –                | Piraten         | –                | 3,5               |
| –                | SVP             | –                | 0,1               |

## Wahl 2004
Die Landtagswahl 2004 hatte folgendes Ergebnis:
| Direktkandidat      | Partei     | Erststimmen in % | Zweitstimmen in % |
| ------------------- | ---------- | ---------------- | ----------------- |
| Robert Clemen       | CDU        | 28,4             | 31,4              |
| Steffen Tippach     | PDS        | 25,6             | 23,7              |
| Ronald Lässig       | SPD        | 21,3             | 18,6              |
| Roland Quester      | GRÜNE      | 13,7             | 13,0              |
| Helmut Herrmann     | NPD        | 4,3              | 4,3               |
| Ulrich Keßler       | FDP        | 5,3              | 4,6               |
| –                   | DSU        | –                | 0,2               |
| –                   | PBC        | –                | 0,4               |
| –                   | GRAUE      | –                | 1,0               |
| –                   | BüSo       | –                | 0,4               |
| –                   | AUFBRUCH   | –                | 0,4               |
| –                   | DGG        | –                | 0,3               |
| –                   | Tierschutz | –                | 1,8               |
| Helmuth Blaßkiewitz | PLB        | 1,4              | -                 |

## Wahl 1999
Die Landtagswahl 1999 fand am 19. September 1999 statt und hatte für den Wahlkreis Leipzig 1 folgendes Ergebnis.
| Direktkandidat     | Partei          | Erststimmen in % | Zweitstimmen in % |
| ------------------ | --------------- | ---------------- | ----------------- |
| Uwe Albrecht       | CDU             | 45,2             | 47,8              |
| Hans-Dieter Becker | SPD             | 22,8             | 15,5              |
| Jens Herrmann      | PDS             | 28,4             | 25,8              |
|                    | GRÜNE           |                  | 04,5              |
| Wolfgang Lingk     | F.D.P.          | 02,1             | 01,0              |
|                    | BüSo            |                  | 00,1              |
| Elsbeth Noth       | DSU             | 01,5             | 00,3              |
|                    | GRAUE           |                  | 00,4              |
|                    | REP             |                  | 00,9              |
| -                  | FP Deutschlands | -                | 00,0              |
| -                  | pro DM          | -                | 02,3              |
| -                  | KPD             | -                | 00,1              |
|                    | NPD             |                  | 00,9              |
|                    | Forum           |                  | 00,3              |
| -                  | PBC             | -                | 00,1              |

Es waren 58.493 Personen wahlberechtigt. Die Wahlbeteiligung lag bei 56,1 %. Von den abgegebenen Stimmen waren 1,1 % ungültig. Als Direktkandidat wurde Uwe Albrecht (CDU) gewählt. Er erreichte 45,2 % aller gültigen Stimmen.

## Wahl 1994
Die Landtagswahl 1994 fand am 11. September 1994 statt und hatte folgendes Ergebnis für den Wahlkreis Leipzig 1:
| Direktkandidat     | Partei | Erststimmen in % | Zweitstimmen in % |
| ------------------ | ------ | ---------------- | ----------------- |
| Uwe Albrecht       | CDU    | 39,8             | 49,3              |
| Hans-Dieter Becker | SPD    | 25,0             | 19,5              |
|                    | F.D.P. | 04,4             | 01,0              |
| Irmgard Gruner     | GRÜNE  | 11,6             | 06,3              |
|                    | DSU    |                  | 00,3              |
|                    | REP    |                  | 00,8              |
|                    | Forum  | -                | 00,6              |
| Monika Runge       | PDS    | 23,6             | 21,7              |
|                    | SPS    | -                | 00,3              |

Es waren 67.036 Personen wahlberechtigt. Die Wahlbeteiligung lag bei 50,7 %. Von den abgegebenen Stimmen waren 1,1 % ungültig. Als Direktkandidat wurde  Uwe Albrecht (CDU) gewählt. Er erreichte 39,8 % aller gültigen Stimmen.